# Souhvězdí Kentaura
Kentaur je souhvězdí na jižní obloze. Představuje kentaura Cheiróna. V jeho jižní části se nachází Proxima Centauri – nejbližší hvězda k sluneční soustavě. S rozlohou 1 060 čtverečných stupňů jde o deváté největší souhvězdí moderní astronomie.

## Významné hvězdy
| Hvězda | Jméno     | Hvězdná velikost |
| ------ | --------- | ---------------- |
| α Cen  | Toliman   | −0,01m           |
| β Cen  | Hadar     | 0,61m            |
| γ Cen  | Muhlifain | 2,2m             |
| θ Cen  | Menket    | 2,06m            |
| ζ Cen  | ζ Cen     | 2,55m            |

## Objekty vzdáleného vesmíru
- Omega Centauri je výrazná kulová hvězdokupa ve střední části souhvězdí. Je největší kulovou hvězdokupou v Galaxii a je viditelná pouhým okem. Pravděpodobně je to jádro trpasličí galaxie.
- 4,5 stupně severně od Omega Centauri se nachází velká a jasná čočková galaxie Centaurus A, která je pátou nejjasnější galaxií na obloze.
- NGC 4945 je velká a jasná spirální galaxie ve střední části souhvězdí, 4 stupně jihozápadně od Omega Centauri.
- V severní části souhvězdí u hranice souhvězdím Hydry se nachází jasná nepravidelná galaxie NGC 5253 .
- 5  stupňů jihovýchodně od Omega Centauri leží kulová hvězdokupa NGC 5286.
- Ve východní části souhvězdí se nachází otevřená hvězdokupa NGC 5460.
- V jižní části souhvězdí, severně od souhvězdí Jižního kříže se nachází protoplanetární Mlhovina Bumerang, která je nejchladnějším známým místem ve vesmíru.
- NGC 3918 je jasná planetární mlhovina s výrazným modrým zbarvením v jihozápadní části souhvězdí.
- V jihozápadním výběžku souhvězdí leží významná mlhovina IC 2944, která obsahuje Bokovy globule.
- Nedaleko severně od IC 2944 se nachází jasná otevřená hvězdokupa NGC 3766.